# Добряк (альбом)
Добряк — п'ятнадцятий офіційний студійний альбом українського гурту Скрябін, який вийшов в липні 2013 року. Альбом складається із абсолютно різних по стилістиці пісень, поєднаних спільною емоційною лінією, що нагадує ранні альбоми гурту.
Запис, зведення та мастеринг альбому зроблено в студії «На Хаті Рекордз» [Архівовано 6 лютого 2015 у Wayback Machine.], м. Васильків

## Композиції
| #     | Назва                                    | Автор слів   | Тривалість |
| ----- | ---------------------------------------- | ------------ | ---------- |
| 1.    | «Добряк»                                 | А. Кузьменко | 03:51      |
| 2.    | «Руїна»                                  | А. Кузьменко | 03:56      |
| 3.    | «Донт воррі»                             | А. Кузьменко | 01:51      |
| 4.    | «Остання сигарета»                       | А. Кузьменко | 03:26      |
| 5.    | «Буковель»                               | А. Кузьменко | 03:08      |
| 6.    | «Чекаю ночі»                             | А. Кузьменко | 03:59      |
| 7.    | «Дівчина з кафешки на метро "Либідська"» | А. Кузьменко | 03:44      |
| 8.    | «То є Львів»                             | А. Кузьменко | 03:33      |
| 9.    | «Місто»                                  | А. Кузьменко | 03:38      |
| 10.   | «Лист до друга»                          | А. Кузьменко | 03:46      |
| 34:52 |                                          |              |            |

## Музиканти
- Андрій Кузьменко (Кузьма) — тексти, музика, вокал
- Олексій Зволинський (Зваля) — гітари, аранжування
- Костянтин Сухоносов — клавішні, семплери, аранжування
- Костянтин Глітін — бас
- Вадим Колісніченко — барабани, перкусія

## Факти
Під час запису альбому було записано ще дві версії "Дівчини з кафешки" ,обидві версії містили вокал гурту "Декольте" та в альбом не ввійшли,одна з цих версії була на лімітованій версії альбому "Радіо любов"